# ماتیاس کولر
ماتیاس کولر (انگلیسی: Matthias Kohler؛ زادهٔ ۹ ژوئن ۱۹۹۱) بازیکن فوتبال است.